# Апостоли, Василий Григорьевич
Василий Григорьевич Апостоли (1801 — после 1860) — русский кораблестроитель XIX века, построил 11 парусных судов в Николаевском адмиралтействе для Российского императорского флота, основатель династии морских офицеров, член Учёного кораблестроительного комитета Черноморского флота, подполковник Корпуса корабельных инженеров, после выхода в отставку — инспектор городских работ и гидротехник в Одессе.

## Биография
Апостоли Василий Григорьевич (в некоторых источниках — Георгиевич) родился 1 января 1801 года в греческой семье, которая с середины XVIII века проживала в России.
В 1815 году начал службу штурманским учеником в кораблестроительном отделении Николаевской штурманской роты, затем служил чертёжником в Депо карт и книг гидрографической службы Черноморского флота.
В мае 1826 года, по решению командующего Черноморским флотом адмирала А. С. Грейга штурманский помощник 14 класса В. Г. Апостоли был отобран кандидатом для отправки за рубеж на стажировку для обучения кораблестроению. Вместе с пятью кандидатами был прикреплён к штурманской роте для изучения английского языка, который преподавал им помощник корабельного мастера А. Н. Мелетин. 28 декабря 1826 года Апостоли, вместе с другими учениками отплыл из Одессы в Лондон на английском купеческом судне. В 1829 году по ходатайству адмирала Грейга, Высочайшим позволением, командировка трём ученикам Василию Апостоли, Алексею Акимову и Степану Чернявскому была продлена ещё на два года для усовершенствования кораблестроительного мастерства.
Весной 1832 года Апостоли вернулся в Россию. 16 марта адмирал Грейг, поручил с целью проверки «…испытать на деле степень познаний приобретенных в кораблестроении офицерами корпуса корабельных инженеров Апостоли, Акимовым и Чернявским в Англии обучавшихся <…> поручить каждому построение особенного их малых судов, предоставив им полное право распоряжаться всеми по возлагаемой на них обязанности действиями». Апостоли было поручено построить на Николаевской верфи корвет. 6 сентября 1833 года в Николаевском адмиралтействе Апостоли заложил 22-пушечный корвет «Ифигения», построил и спустил его на воду 30 мая 1834 года. В том же году Апостоли был произведён в капитаны Корпуса корабельных инженеров.
1 февраля 1835 года в Главном адмиралтействе в Николаеве по проекту «Сицилии» Апостоли заложил 84-пушечный линейный корабль «Султан Махмуд», который спустил на воду 31 октября 1836 года. Корабль участвовал в создании Кавказской укрепленной береговой линии в 1838—1840 годах.

Линейные корабли «Селафаил» и «Уриил».

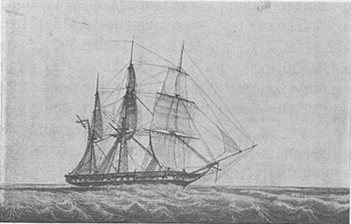
Фрегат «Мидия». Рисунок В. А. Прохорова.

28 августа 1838 года Апостоли заложил ещё один 84-пушечный линейный корабль «Селафаил» и спустил его на воду 10 июля 1840 года. Корабль участвовал в Крымской войне 1853—1856 годов. В день спуска «Селафаила» Апостоли заложил 60-пушечный фрегат «Мидия», который спустил на воду 17 сентября 1843 года.
Также в Николаевском адмиралтействе Апостоли построил три канонерских лодки, два подвозных и два речных бота.
Подполковник Корпуса корабельных инженеров В. Г. Апостоли в конце своей службы являлся членом Учёного кораблестроительного комитета. В Николаеве семья Апостоли жила в собственном доме, расположенном в усадьбе Дома Главного Командира (Дикий Сад).
В 1845 году В. Г. Апостоли вышел в отставку и переехал в Одессу, где один год служил инспектором городских работ, а с 1846 года гидротехником в Одесском порту.
Умер Апостоли Василий Григорьевич после 1860 года.

## Семья
Василий Григорьевич Апостоли был основателем династии морских офицеров Российского флота. Его сын Николай (1836—1868) был морским офицером, служил на кораблях Черноморского флота. Во время Крымской войны (1853—1856 гг.) юнкером участвовал в героической обороне Севастополя. Внук Василия Григорьевича — Николай (1861—1937), рано остался круглым сиротой после смерти родителей, был взят на воспитание в семью адмирала Г. И. Бутакова, супруга которого была родной теткой Н. В. Апостоли, Николай продолжил дело отца и деда, стал военным моряком, капитаном 1 ранга, основоположником отечественной морской фотографии, конструктором фотокамер и объективов, издателем почтовых открыток. Правнук — Апостоли, Борис Николаевич (1897 — после 1945) стал капитаном 1-го ранга, начальником Черноморского высшего военно-морского училища (ЧВВМУ) в Севастополе, а затем начальником Бакинского военно-морского подготовительного училища ВМФ.